# Больгенах
Больгенах (нем. Bolgenach) — река в Германии и Австрии. Речной индекс 21462. Левый приток Вайсаха.
Берёт начало в Германии, в Верхнем Алльгое (баварский округ Швабия). Пересекает границу с Австрией юго-западнее Бальдершванга.
Длина реки 29,90 км (из них по Баварии 10,14 км, по границе 10 км). Площадь водосборного бассейна — 96,79 км². Высота истока 1311 м.